# Vadász Éva (modell)
Vadász Éva (1955. május 1. –) magyar manöken, modell, fotómodell.

## Élete

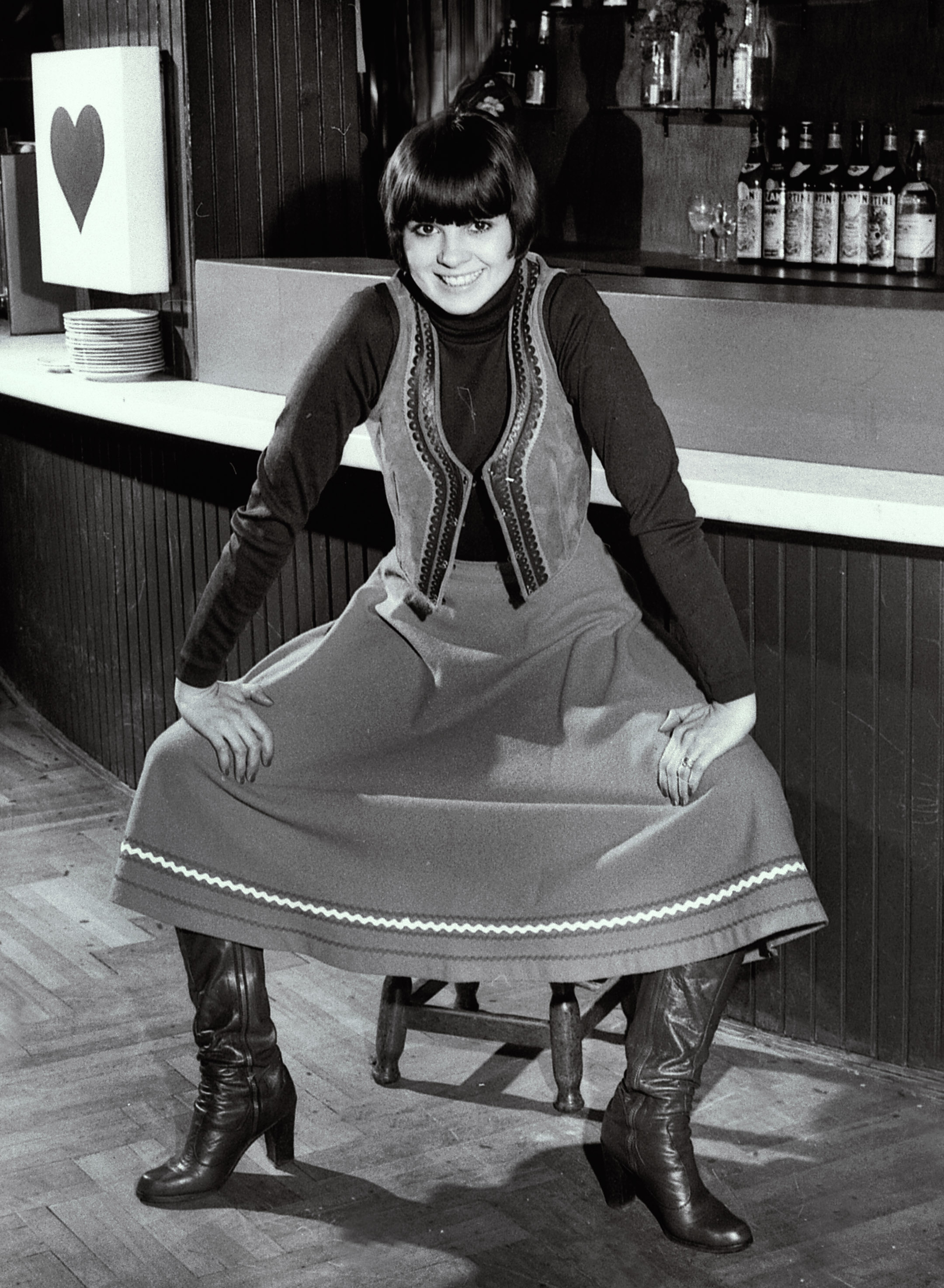
Rózsavölgyi Gyöngyi felvétele

1974-ben érettségizett. A Magyar Hirdetőnél dolgozott, ott látta meg az OKISZ-labor propagandistája, és elhívta bemutatni. Bakfis manökenként kezdett el ruhákat bemutatni. Alkata miatt még huszonéves korában is terveztek rá bakfisruhákat, fotomodellként azonban saját ruháiban lehetett látni.
Eredetileg színésznő szeretett volna lenni. Két évig színháznál is dolgozott, figyelte a háttértitkokat. Statisztaként filmekben is szerepelt. Az 1970-es, 1980-as évek ismert  manökenje lett. Számos címlap, kártyanaptár modellje volt.
Az  Ez a Divat szerkesztőség munkatársa és manökenjeként az olvasók 1977. évi szavazatai alapján 1978 januárjában kihirdetett eredménye szerint a Ki lesz az év manökenje verseny első három helyezettje közé került, és Komjáthy Ágnes, valamint Lajkovits Ági mellett a harmadik helyen végzett. Folyamatosan szerepelt a címlapokon, az Ez a Divat magazinban is megjelentek a fotói, de gyakran tűnt fel az Ország-Világ és a Nők Lapja címlapján is.
Falinaptárakon is szerepelt, például 1979-ben Tóth Józsefet azzal bízta meg a Videoton Holding Zrt., hogy a szokásos kártyanaptár helyett készítsen egy falra akasztható reklámhordozót, legyen rajta egy szép nő és egy kis pikantéria is. A falinaptárra Vadász Éva került, amely egyetlen olyan plakátja a fotóművésznek, ahol a reklámon semmilyen egyéb asszociáció nem volt, ami az adott termékre, a megbízó cégre, a Videotonra utalt volna.
1984-ben a Linda, 1977-ben a Hátország című tv-filmekben, illetve Az Elnökasszony című filmben kapott szerepet.
Több mint tíz évig volt népszerű manöken. Fotósai többek között Fenyő János, Turányi Győző, Lengyel Miklós, Rózsavölgyi Gyöngyi, Módos Gábor, Martin Gábor és Tóth József fotóművészek voltak.